# Highway Star
«Highway Star» («Estrella de la carretera») es una de las canciones más famosas del grupo de hard rock británico Deep Purple, caracterizada por su solo de guitarra basado en temas clásicos y un solo de teclado inspirado en Bach. La canción aparece en su versión de estudio en el álbum de 1972 Machine Head, siendo el tema grabado con el tempo más rápido en dicho álbum. El mencionado solo de guitarra interpretado por Ritchie Blackmore fue considerado uno de los mejores por la revista estadounidense Guitar World, ocupando el puesto número 15 en una lista con 100 solos.

## Orígenes
El tema nació en un viaje de la banda en autobús a Portsmouth en 1971 cuando un entrevistador preguntó al grupo cómo componían sus canciones. Para hacer una demostración, el guitarrista Ritchie Blackmore comenzó a tocar un riff repitiendo la nota sol, mientras Ian Gillan cantaba unos versos improvisados. El tema fue mejorado esa misma noche.
«Highway Star» fue la canción de entrada de muchos conciertos de Deep Purple durante unos años; hoy en día, la canción suele tocarse como bis. Se pueden oír dos versiones en directo de «Highway Star» en el CD compilatorio Deep Purple-extended versions live compilation CD.
La estructura de la canción consiste en una introducción de 35 segundos de guitarra, que al terminar deja paso al riff principal en el que se repiten dos veces las estrofas del tema. Comienza el solo de teclado que dura sobre un minuto y al terminar, Gillan empieza a cantar la tercera estrofa del tema que, al terminar, da comienzo con el solo de guitarra, y finalmente se repite la primera estrofa hasta el final de la canción. Ian Gillan suele improvisar en cada actuación en directo letras distintas para «Highway Star».
También ha sido incluido en el videojuego musical Rock Band y en el tráiler del mismo.
La canción ha sido incluida en la banda sonora del videojuego Grand Theft Auto: Episodes from Liberty City (en la estación de radio ficticia Liberty Rock Radio 97.8), en el videojuego Rock N' Roll Racing y en el videojuego Elite Beat Agents.
También aparece en la banda sonora de la película española El lobo. Se sitúa al inicio de la película, cuando el protagonista huye corriendo de la policía, por las calles de la ciudad y se refugia en una casa de ancianos. Y sobre el minuto 79, al inicio de la persecución anterior, junto a otros dos personajes. Asimismo suena la canción en una escena de persecución en la película de 2023 We Have a Ghost.

## Versiones
Debido a su alto tempo, «Highway Star» ha tenido numerosas versiones de otras bandas del género Hard rock y speed metal:
- Faith No More ha tocado al menos una estrofa de la canción, que puede oírse en el segundo disco de grandes éxitos Who cares a lot?
- Los X-Cops hicieron una versión de «Highway Star» con toda la letra cambiada en su único álbum, You have the right to remain silent...
- Metal Church tocó la canción en el álbum con el que debutó.
- La banda de guitarras clásicas Saffire tocó una versión acústica de «Highway Star» en su álbum de 2004 Nostálgica.
- Alter Bridge ha tocado versiones de la canción en conciertos con Mark Tremonti y Myles Kennedy tocando juntos los solos de guitarra y órgano, respectivamente.
- La banda Type O Negative tiene una versión de este tema en Best of.
- Dream Theater ha tocado este tema, así como todos los temas del álbum Made in Japan en enero de 2006.
- Buckcherry realizó en el año 2009 la versión para las transmisiones de la fórmula NASCAR para el canal TNT y luego el tema fue incluido en una edición especial de su disco Black Butterfly publicado originalmente en septiembre de 2008.
- AlajA ha tocado varias veces en directo un cover muy rápido desde el año 2010 y también la tiene grabada en su último EP "The mechanical God" que puede escucharse desde su myspace.
- Los Suaves han tocado el solo en su tema "Peligrosa Maria" en el álbum "¿Hay alguien ahí?"
- Angelus Apatrida tienen en su último álbum "Hidden Evolution" (el último tema) es "Highway Star" versionada a su rápido estilo.
- Una versión de este tema se puede encontrar en el álbum tributo "Re-Machined: A Tribute to Deep Purple´s Machine Head" (2012), interpretada por Glenn Hughes, acompañado de Steve Vai y Chad Smith.